# Paritätischer Wohlfahrtsverband Hamburg
Der Paritätische Wohlfahrtsverband Hamburg e. V. ist ein Spitzenverband der Freien Wohlfahrtspflege.

## Geschichte

### Vor 1945
Der Paritätische Wohlfahrtsverband Hamburg geht zurück auf den im Jahr 1924 in Deutschland unter dem Namen Vereinigung der freien privaten gemeinnützigen Wohlfahrtsanstalten Deutschlands e. V. gegründeten Verband.
Im Jahr der Gründung wurde dessen Name geändert in Fünfter Wohlfahrtsverband.
Der Verband ergänzte die bereits vorhandenen vier Organisationen, welche sich Anfang der 1920er Jahre der Wohlfahrtspflege widmeten. Im Einzelnen handelte es sich bei diesen um die Innere Mission, den Caritasverband, die Zentralwohlfahrtsstelle der deutschen Juden und das Deutsche Rote Kreuz. Während diese jeweils einen religiösen oder weltanschaulichen Hintergrund hatten, organisierten sich im Fünften Wohlverbandsverband all die Organisationen, die sich aus rein humanitären Gründen für andere Menschen einsetzten.
1932 erfolgte die Umbenennung des Fünften Wohlfahrtsverbandes in Paritätischer Wohlfahrtsverband. Durch die Nationalsozialisten wurde der Verband 1934 aufgelöst.
In Hamburg schlossen sich in den 1920er Jahren ebenfalls verschiedene Wohlfahrtsorganisationen wie das Hamburger Säuglingsheim, der Verein Kinderschutz und Jugendwohlfahrt sowie die Hamburgische Gesellschaft für Wohltätigkeit dem Deutschen Paritätischen Wohlfahrtsverband an und bildeten den Hamburger Landesverband. Bis 1933 wuchs der Verband auf gut 100 Mitglieder an und war damit viertgrößter Landesverband. Dazu gehörten Krankenhäuser, Kindertagesstätten, Altenwohnheime, Stiftungen, Erholungsheime und Vereine, die sich für Jugendliche einsetzten.

### Nach 1945
Schon 1946 begannen an verschiedenen Stellen in den drei westlichen Besatzungszonen Bemühungen, den Verband wiederzugründen. Wegen der Zersplitterung Deutschlands entstanden zuerst Landesverbände, die nun selbständiger waren als vor dem Krieg, und danach der Paritätische Gesamtverband.
Im September 1948 wurde der Paritätische Wohlfahrtsverband Hamburg wiedergegründet, 1950 hatte er bereit 58 Mitglieder, 1960 130. Die Versorgung der vielen kriegsversehrten, ausgebombten oder in die Stadt geflüchteten Menschen stand im Vordergrund. Alte Menschen rückten zunehmend in dem Fokus, neue Angebote aus dem Verband waren Anfang der 1960er-Jahre u. a. eine Rentenberatung, ein Hauspflegedienst und Essen auf Rädern.
Kinderläden und Elterninitiativen revolutionierten die Kinderbetreuung, zahlreiche gesundheitliche Selbsthilfeorganisationen entstanden und verschafften Patienten mehr Gehör, das erste Frauenhaus Hamburg wurde von einem Mitglied eröffnet. Der PARITÄTISCHE verstand sich zunehmend als ein Verband der Bürgerinitiativen und Selbsthilfeorganisationen.
2004 übernahm der Verband die Trägerschaft von KISS Hamburg (Kontakt- und Informationsstellen für Selbsthilfegruppen).
An der Entwicklung des Kita-Gutschein-Systems in Hamburg war er maßgeblich beteiligt.
Von 2011 bis 2013 verantwortete er in Hamburg das ESF-Projekt „Mehr Männer in Kitas“. Mit der Kampagne „Vielfalt, MANN! Dein Talent für Hamburger Kitas!“ bewirkte er einen signifikanten Anstieg des Männeranteils an den Erzieherschulen und wurde 2013 mit dem internationalen Deutschen PR-Preis in der Kategorie Non-Profit-Organisationen ausgezeichnet.
2014 gründete er in Kooperation mit der Sozialbehörde die Koordinierungsstelle Individuelle Hilfen, die die Zusammenarbeit von Jugendämtern und Jugendhilfeträgern sowie sogenannten Systemsprenger-Kindern und deren Familien unterstützt.
2015/2016 unterstützte der Paritätische Hamburg das große Engagement der freiwilligen Helfer am Hauptbahnhof, die sich dort um gestrandete geflüchtete Menschen kümmerten.

#### Vorreiter beim Thema Kinderschutz
Der Kinderschutz ist ein zentrales Anliegen des Wohlfahrtsverbandes: Zu Beginn des Jahres 2000 wurde in Hamburg von einer Mitgliedsorganisation des Paritätischen Wohlfahrtsverbandes, dem Hamburger Verein SterniPark, die bundesweit erste Babyklappe eröffnet. Inzwischen gibt es in der Bundesrepublik Deutschland ca. 100 derartige Einrichtungen. Nicht zuletzt beim Thema Kinderschutz kommt der Hamburger Landesorganisation des Paritätischen Wohlfahrtsverbandes mithin durch die Initiative einer ihrer Mitgliedsorganisationen eine besondere überregionale Bedeutung zu.

## Mitglieder
Dem Verband zugehörig sind Organisationen, die in Hamburg Soziale Arbeit leisten.
Im zweiten Jahrzehnt des 21. Jahrhunderts weist der Paritätische Wohlfahrtsverband Hamburg e. V. mehr als 400 Mitglieder auf.
Zu diesen gehören überregionale Vereinigungen, z. B. der Deutsche Kinderschutzbund, ebenso wie auch lokale Selbsthilfeorganisationen.
Schuldnerberatungen, Ambulante Pflegedienste, Interkulturelle Beratungsstellen und Integrative Kindertagesstätten sind Mitglieder im Paritätischen Wohlfahrtsverband Hamburg.

## Tätigkeit
Der Verband ist Dienstleister für seine Mitglieder. Er berät diese in fachlichen, rechtlichen, organisatorischen und finanziellen Angelegenheiten.
Auch vertritt er die Interessen seiner Mitglieder gegenüber Politik und Verwaltung.
Zudem engagiert er sich sozial- und gesundheitspolitisch.